# Diplodactylus vittatus
Espèce
Diplodactylus vittatus est une espèce de gecko de la famille des Diplodactylidae.

## Répartition
Cette espèce est endémique d'Australie. Elle se rencontre en Australie-Méridionale, au Queensland, en Nouvelle-Galles du Sud et au Victoria.

## Description
C'est un gecko terrestre au corps est assez fin, prolongé par une tête assez fine, peu démarquée du tronc. Les yeux sont relativement grands, surmontés d'une sorte d'arcade sourcilière. Les pattes sont également fines, terminées par des doigts longs et plutôt épais. La queue est épaisse, presque boudinée.
La couleur de base est le bleu pâle, tirant parfois sur le violet. Le corps est parsemé de petits points gris-beige. Une ligne irrégulière grise part de la base de la queue et remonte le long de la colonne en s'élargissant à partir de la nuque, jusqu'aux yeux.

## Publication originale
- Gray, 1832 : Characters of a new genus of Mammalia and of a new genus and two new species of lizards from New Holland. Proceedings of the Zoological Society of London for the year, vol. 1832, p. 39-40 (texte intégral).